# Randsteinbeißen

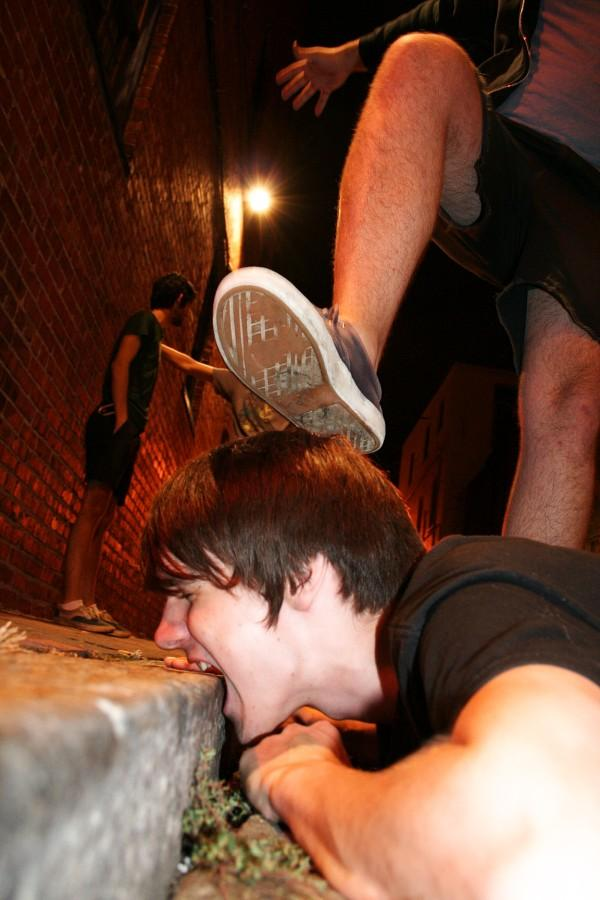
Illustration

Randsteinbeißen (englisch Curb stomping, Curbjob), ugs. Bordsteinfressen, Bordsteinbashing, Bordsteinkick oder auch Bordsteinbreaker, beschreibt eine Gewalttat, bei der das Opfer mit seinem Mund bzw. seinen Zähnen an einer festen Stelle – meist einem  Bordstein – fixiert und in den Nacken getreten wird. Die Folge ist oft ein Genickbruch und damit der Tod des Opfers. Bei ausreichender Gewalteinwirkung kann es auch zu einer schweren Schädelfraktur, einem Querbruch der Schädelbasis, kommen.

## Bekannter Fall
Am 12. Juli 2002 wurde der 16-jährige Marinus Schöberl von jugendlichen Neonazis in einem Schweinestall im brandenburgischen Potzlow durch einen solchen Tritt – in diesem Fall an einem Schweinetrog – schwer verletzt und anschließend ermordet. Die Täter gaben später an, den Film American History X zu kennen, und die zuständige Richterin vermutete, dass sie durch die Darstellung dieser Gewalttat, die als Bordstein-Kick bezeichnet wurde, in diesem Film zu ihrem Verbrechen motiviert wurden. Die drei Täter erhielten Strafen von 15 Jahren Haft für den Erwachsenen, acht Jahre und sechs Monate für einen der Minderjährigen und zwei Jahre Jugendhaft auf Bewährung für den dritten Täter, wobei diese Strafe 2004 jedoch rückwirkend in eine dreijährige Gefängnisstrafe umgewandelt wurde.

## Darstellung in Presse, Literatur, Film, Fernsehen und Videospielen
Eine solche Tat wurde 1998 in American History X erstmals in einem Film gezeigt. Die explizite Darstellung der Tat führte nach Veröffentlichung des Films zu einer kontroversen Diskussion über diese Gewaltdarstellung.
Die Ermordung von Marinus Schöberl wurde 2006 unter der Regie von Andres Veiel in Der Kick filmisch verarbeitet, nachdem es unter dem gleichen Titel bereits 2005 als Dokumentartheaterstück in Basel aufgeführt worden war.
Auch weitere Filme und Serien stellen das Randsteinbeißen in Schlüsselszenen filmisch dar.
- Oi!Warning (2000)[15]
- Kombat Sechzehn (2005)[1][16]
- Die Sopranos – Staffel 6, Folge 19 (2007)

Im Wrestling benutzte der WWE-Wrestlingprofi Seth Rollins Bordsteinbeißen, im Englischen Curb stomp genannt, als Kampfabschluss. Rollins sagte 2015, dass er aus PR-Gründen aufgehört habe, ihn zu benutzen, weil der Curb stomp zu gewalttätig sei und er nicht wollte, dass Kinder ihn nachmachen. Am 15. Januar 2018 verwendete er diesen Kampfabschluss wieder  im Monday Night Raw, aber er wird nun nur noch als „Stomp“ bezeichnet.
In Zeitungen, Zeitschriften und Büchern wurde Randsteinbeißen im Zusammenhang mit Straftaten thematisiert.
- Im November 1990 führte Der Spiegel ein Interview mit einem Neonazi, in dem dieser das Bordstein-Bashing einer Neonazis-Gruppe gegenüber einem Linken beschrieb.[19]
- Im Buch Berlin: Biographie einer Stadt von David Clay Large wird Bordstein-Bashing 2002 als Gewaltmethode von Neonazis genannt, wobei durch einen Tritt mit einem Stiefel mit Stahlkappe dem Opfer die Kiefer gebrochen werden.[20]
- Im Mai 2005 berichtete die Nordwest-Zeitung über den Prozess wegen Bordsteinbeißen im Dezember 2003 an einem 16-jährigen Jugendlichen, der durch Drehen des Kopfes vor dem Zutreten einen Genickbruch vermeiden konnte. Der Täter war ein 19-jähriger, der Teil einer fünfköpfigen Gruppe von Rechtsradikalen war. Die Anklage gegenüber dem Haupttäter lautete auf Mordversuch,[4] der ihm bis zum Prozessende im Juni 2006 aber nicht nachgewiesen werden konnte.[21] Die vier anderen Täter wurden wegen gefährlicher Körperverletzung angeklagt.[4]
- 2011 wurde Randsteinbeißen im Buch Wir waren jung und brauchten das Geld als Gewaltmethode von Straßenbanden erwähnt, die Opfern ihre Jacken stahlen. Als Verletzungsfolgen des Randsteinbeißens werden Zahnverlust beider Zahnreihen und Einreißen der Mundwinkel genannt.[22]
- 2016 berichtete die Mail Tribune über einen Fall von Bordsteinkantenbeißen, bei dem das Opfer mehrere Schädelbrüche erlitt und die Tat überlebte.[23]
- Anfang 2018 berichtete die New York Post über einen Rechtsradikalen, der sein Opfer mit Messerstichen getötet hatte. Der Täter hatte die Bewegung des Zutretens beim Bordsteinbeißen fotografisch nachgestellt und im Internet gepostet.[5]